# East Point, Georgia
East Point är en stad (city) i Fulton County, i delstaten Georgia, USA. Enligt United States Census Bureau har staden en folkmängd på 34 784 invånare (2011) och en landarea på 38 km².